# Bo Diddley (альбом)
Bo Diddley — дебютный альбом пионера рок-н-ролла и иконы блюза Бо Диддли, выпущенный в 1958 году на лейбле Chess. Запись представляет собой сборник синглов Диддли с 1955 года, и тем самым содержит несколько наиболее известных и влиятельных его песен.

## Список композиций
Слова и музыка всех песен — написаны Бо Диддли, кроме указанных.
| №   | Название                               | Длительность |
| --- | -------------------------------------- | ------------ |
| 1.  | «Bo Diddley»                           | 2:30         |
| 2.  | «I'm a Man»                            | 2:41         |
| 3.  | «Bring It to Jerome» (Джером Грин)     | 2:37         |
| 4.  | «Before You Accuse Me»                 | 2:40         |
| 5.  | «Hey! Bo Diddley»                      | 2:17         |
| 6.  | «Dearest Darling»                      | 2:32         |
| 7.  | «Hush Your Mouth»                      | 2:36         |
| 8.  | «Say, Boss Man»                        | 2:18         |
| 9.  | «Diddley Daddy» (Диддли / Харви Фукуа) | 2:11         |
| 10. | «Diddy Wah Diddy» (Вилли Диксон)       | 2:51         |
| 11. | «Who Do You Love?»                     | 2:18         |
| 12. | «Pretty Thing» (Диксон)                | 2:48         |

## Над альбомом работали
- Бо Диддли — вокал, гитара
- Джером Грин — вокал («Bring It to Jerome»), маракас
- Фрэкн Киркленд — ударные
- Клифтон Джеймс — ударные
- Отис Спэнн — фортепиано
- Лафайет Лик — фортепиано
- Вилли Диксон — бас-гитара
- Билли Бой Арнольд — губная гармоника («I'm a Man»)
- Литтл Уолтер — губная гармоника («Diddley Daddy»)
- Лестер Давенпорт — губная гармоника («Pretty Thing», «Bring It to Jerome»)
- Литл Уилли Смит — губная гармоника («Diddy Wah Diddy»)
- Джоди Уильямс — гитара
- The Moonglows — бэк-вокал («Diddley Daddy», «Diddy Wah Diddy»)
- Пегги Джонс — бэк-вокал («Hey! Bo Diddley»), гитара
- The Flamingos — бэк-вокал («Hey! Bo Diddley»)
- Чак Стюарт — обложка

## Хит-парады
| Год  | Сингл                      | Место                 | Место     |
| Год  | Сингл                      | Billboard R&B Singles | UK Top 40 |
| ---- | -------------------------- | --------------------- | --------- |
| 1955 | «Bo Diddley» / «I'm a Man» | #1                    |           |
| 1956 | «Pretty Thing»             | #4                    | #34       |
| 1956 | «Diddley Daddy»            | #11                   |           |